# 身分行為
法律行為依行為之內容為區分，可分為身分行為與財產行為。所謂身分行為，是指可以發生親屬法上關係或效果的法律行為，不同於財產行為，乃是發生財產法上關係或效果的法律行為。由於身分行為直接發生或消滅身分關係的法律行為，故以意思表示為要素重視個人意思，國家基於身分關係是作為社會組織的重要基礎，與公共利益密切相關，因而設有限制，往往設有強行規定，不允許當事人任意決定或僅在限制範圍或種類內選擇。

## 分類
一、純粹身分行為及身分財產行為
依行為之性質而有此區別：
1. 純粹身分行為係以發生或消滅純粹身分關係為目的之行為，如結婚、兩願離婚、收養、合意終止收養、認領等，
2. 身分財產行為則是基於一定身分而使財產關係發生得喪變更效果的行為，例如訂定、廢止或改訂夫妻財產制契約行為等。

兩者最大差異在於，純粹身分行為於適用民事共通原理原則性規定時（例如民法設有總則規定的法系的德國民法、中華民國民法等），則不能完全適用，因其多半為財產行為而設計，且純粹身分行為，完全不允許代理，但身分財產行為尚有可能有他人代理的餘地。 
:24-25
二、單獨行為、契約、合同行為
自行為構成是單方即可成立，抑須雙方合意，還是多人共同，則再區分：
1. 單獨行為，如生父對子女的認領，對未成年人結婚為同意之表示。
2. 契約行為，如訂立婚約、結婚、兩願離婚、收養等等。
3. 合同行為，例如為親屬會議之決議。

三、形成身分行為、附隨身分行為、支配身分行為
這是以行為效力而作的區分：
1. 形成身分行為：乃直接發生或消滅身分關係之行為，例如結婚、收養。
2. 附隨身分行為則為附隨於身分變動的身分行為，例如因結婚而訂立夫妻財產契約，因兩願離婚而協議對未成年子女親權行使及義務負擔。
3. 支配身分行為，即本於一定身分，而對他人之相關身分法（親屬法）有權控制或支配的行為，例如對未成年人結婚之同意，夫妻一方對他方被收養時之同意等等。[2]:25-26

## 身分行為之特性
一、身分行為之能力
身分行為以認識行為之意義而明白其效力或後果的意思能力，即具有身分行為能力，與財產能力重視行為能力不同。因此萬一受監護宣告人回復常態，實務上曾因此認定得為有效的婚姻、收養等行為。
二、身分行為之效果意思
與財產行為重交易安全，因而內在意思與外在表現不一致時，各國作法不一，但原則上對於善意第三人皆設有一定機制予以保護。但在身分行為，因與當事人之人格活動、身分關係密切相關，故原則仍尊重當事人之意思。
三、身分行為之撤銷
法律行為之撤銷，即是成立時即存在法定的瑕疵，因而容許當事人嗣後撤銷其行為之效力，原則上以意思表示為之即可，且效力溯及既往。但身分行為若提起撤銷，事關公益，故須以訴訟方式提起，且效力不可溯及。
四、身分行為不許代理
由於身分行為會發生或消滅當事人身分關係之作用，故須尊重本人之意思，而由其親自行為，故不容許其他人代理。
五、身分行為不得附條件或期限
當事人間以身分行為而有本質結合關係因而發生或消滅彼此間之身分關係效果。故一般財產行為，可能附有條件或期限，但身分行為性質上與公益及當事人身分有關，法律原則上不許條件或期限，例如約定一方未生育即離婚、或約定婚姻僅維持三年，然後即須離婚等，都屬違反身分行為本質，故為法律所不容許。:28

## 註腳
1. ↑  鄭玉波. . 台北市: 東大圖書出版. 2017年5月: 58. ISBN 9789571930985.
2. 1 2 3 4  陳棋炎; 黃宗樂; 郭振恭. . 三民書局出版. 2014: 23–24. ISBN 9789571457123.
3. ↑  參照前司法行政部64、4、12臺{64}函民字第03282號函)。
4. ↑  但有例外，如中華民國民法第1076-2條，規定未滿七歲之未成年人被收養，應由其法　定代理人代為並代受意思表示、及第1080條第5項未滿七歲之養子女於終止收關係之意思表示，由收養終止後為其法定代理人之人為之。